# 780年代
780年代（ななひゃくはちじゅうねんだい）は、西暦（ユリウス暦）780年から789年までの10年間を指す十年紀。

## できごと

### 780年
- 唐、宰相の楊炎の建議により租庸調制から両税法へ税制を移行。
- 東ローマ帝国でレオーン4世・ハザロスに替わり、コンスタンティノス6世が皇帝に即位(在位780年-797年)。

### 781年
- 光仁天皇病気のため譲位し、桓武天皇が即位する。
- アルクィン（アルクィヌス）、アーヘンのフランク王国宮廷学校に来る。この頃よりカロリング朝ルネサンス。

### 784年
- 日本、長岡京に遷都。

### 785年
- 長岡京建設の責任者藤原種継が暗殺され、桓武天皇の弟早良親王が流罪となる。

### 786年
- アッバース朝で、ハールーン・アッラシードがカリフとなる（-809年）。（アッバース朝の最盛期）

### 787年
- 第2ニカイア公会議（第七全地公会）でキリスト教が聖像使用の教義を確認。
- 787年頃、北アイルランドのストラングフォード湾（英語版）の入り江に潮力水車が建てられた。潮力水車は、修道士たちが近所の修道院用にトウモロコシを粉にするため使用された。[1]

### 788年
- 最澄は比叡山延暦寺を造る。

### 789年
- モロッコにイドリース朝が興る。